# Nummerplan
Het nummerplan (Nederland) bepaalt het formaat (opbouw en lengte) van telefoonnummers.
Naast geografische nummers (binnen Nederland samengesteld uit netnummer en abonneenummer met een gezamenlijke lengte van 10 cijfers), zijn er ook niet-geografische nummers, waaronder 085-nummers met ook in totaal 10 cijfers, en nummerreeksen toegewezen aan diensten (bijvoorbeeld 0800 informatienummers, lengte 8 of 11 cijfers). 
In Nederland zijn deze toepassingsgebieden en de daaraan toegewezen nummerreeksen vastgelegd in de telecombesluiten. Deze zijn beschikbaar via de website van het Ministerie van Economische Zaken.
In België wordt het nummerplan beheerd door het Belgisch Instituut voor Postdiensten en Telecommunicatie.